# Aedophron aurorina
Aedophron aurorina là một loài bướm đêm trong họ Noctuidae.